# Tjerk Westerterp
Theodorus Engelbertus „Tjerk” Westerterp (n. 2 decembrie 1930, Rotterdam, Țările de Jos – d. 7 octombrie 2023, Ulvenhout⁠(d), Breda⁠(d), Brabantul de Nord, Țările de Jos) a fost un politician și diplomat olandez al fostului Partid Popular Catolic (KVP), acum fuzionat în partidul Apelul Creștin Democrat (CDA).

## Biografie

### Tinerețe
Westerterp a urmat un gimnaziu din Rotterdam din aprilie 1943 până în mai 1949 și a aplicat la Universitatea Radboud din Nijmegen în iunie 1949, specializare în științe politice, obținând o diplomă de licență în științe sociale în 1951, înainte de a trece la jurnalism și a absolvit-o cu o diplomă de master în jurnalism în iulie 1953. Westerterp a lucrat ca jurnalist și editor pentru De Maasbode⁠(d) din iunie 1949 până în iulie 1953. Westerterp a lucrat ca funcționar public pentru Comunitatea Europeană a Cărbunelui și Oțelului (CECO) în orașul Luxemburg din iulie 1953 până în iulie 1963.

### Cariera politică
Westerterp a devenit membru al Camerei Reprezentanților după ce Gerard Veldkamp a fost numit ministru al Afacerilor Sociale și al Sănătății în Cabinetul Marijnen după alegerile din 1963, preluând mandatul la 31 iulie 1963, slujind ca lider, prezidând comisia parlamentară specială pentru diplome academice⁠(d) și purtător de cuvânt pentru Afaceri Europene, Benelux, Transport, Aviație și purtător de cuvânt adjunct pentru Afaceri Externe și NATO. Westerterp a fost selectat ca membru al Parlamentului European și a ocupat două funcții, preluând mandatul la 8 mai 1967. De asemenea, a fost vicepreședinte al Parlamentului European de la 9 martie 1971 până la 17 august 1971. După alegerea din 1971, Westerterp a fost numit secretar de stat pentru Afaceri Externe în Cabinetul Biesheuvel I, preluând mandatul la 17 august 1971. Cabinetul Biesheuvel I a căzut doar un an mai târziu, la 19 iulie 1972 și a continuat să servească în calitate de demisionar până la formarea primului cabinet din 1972, când a fost înlocuit de Cabinetul interimar Biesheuvel II, Westerterp continuând ca secretar de stat pentru Afaceri Externe, preluând funcția la 9 august 1972. După alegerile din 1972, Westerterp s-a întors ca membru al Camerei Reprezentanților, preluând mandatul la 7 decembrie 1972, dar încă mai lucra în cabinet și, din cauza obiceiurilor dualismului din convenția constituțională a politicii olandeze, nu a putut îndeplini un mandat dublu. A demisionat ulterior din funcția de secretar de stat pentru afaceri externe la 7 martie 1973.
După formarea celui de-al doilea cabinet din 1972, Westerterp a fost numit ministru al Transporturilor și Gospodăririi Apelor în Cabinetul Den Uyl, preluând mandatul la 11 mai 1973. El a luat multe măsuri care au avut un impact pozitiv de durată asupra siguranței traficului în Țările de Jos, cum ar fi obligarea centurilor de siguranță și a căștii de moped. El a fost, de asemenea, responsabil pentru decizia de a construi bariera de furtună din estul Scheldt. Cabinetul Den Uyl a căzut la 22 martie 1977 după patru ani de tensiuni în coaliție și a continuat să servească în calitate de demisionar.
După alegerea din 1977, Westerterp a revenit din nou ca membru al Camerei Reprezentanților, preluând mandatul la 8 iunie 1977, dar din cauza obiceiurilor dualismului a demisionat din funcția de membru al Camerei Reprezentanților la 8 septembrie 1977. După formarea cabinetului din 1977, Westerterp nu a primit un post în noul cabinet, Cabinetul Den Uyl a fost înlocuit de Cabinetul Van Agt-Wiegel la 19 decembrie 1977 și, ulterior, a revenit ca membru al Camerei Reprezentanților după numirea al lui Til Gardeniers-Berendsen ca ministru al Culturii, Recreării și Asistenței Sociale în noul cabinet, preluând mandatul la 22 decembrie 1977, servind ca administrator.
În ianuarie 1978, Westerterp a fost numit director executiv (CEO) și președinte al Consiliului de administrație al Bursei de Valori din Amsterdam, a demisionat din funcția de membru al Camerei Reprezentanților în aceeași zi în care a fost instalat în funcția de CEO și președinte la 15 februarie 1978. În calitate de CEO al Bursei de Valori din Amsterdam, el a venit cu ideea indicelui AEX .
Westerterp a devenit, de asemenea, activ în sectorul privat și în sectorul public și a ocupat numeroase locuri ca director corporativ și director nonprofit în mai multe consilii de administrație și consilii de supraveghere (DSB Bank, Radio Netherlands Worldwide, DSM Company, Van Lanschot, Atlantic Association, Randstad Holding și Institutul de Relații Internaționale Clingendael) și a lucrat în mai multe comisii și consilii de stat⁠(d) în numele guvernului (Fondurile Publice de Pensii APB, Agenția de Cadastru și Consiliul Consultativ pentru Afaceri Externe⁠(d)) și ca avocat și lobbyist pentru îmbunătățirea ingineriei autostrăzilor și integrarea europeană și în calitate de consultant politic al partidului Livable Netherlands (LN).
Westerterp a fost cunoscut pentru abilitățile sale de manager și de polițist. Westerterp a continuat să comenteze treburile politice.
Westerterp a murit la 8 octombrie 2023, la vârsta de 92 de ani. 

## Decorații
| Onoruri          |                                        |               |                    |           |
| Bară de panglică | Onora                                  | Țară          | Data               | cometariu |
|                  | Ofițer al Ordinului Leopold al II-lea  | Belgia        | 7 aprilie 1972     |           |
|                  | Cavaler al Ordinului Sfântului Mormânt | Sfântul Scaun | 22 iulie 1974      |           |
|                  | Ofițer al Ordinului Coroana Stejarului | Luxemburg     | 30 septembrie 1975 |           |
|                  | Comandant al Ordinului Orange-Nassau   | Olanda        | 11 aprilie 1978    |           |